# Operador de telefonia móvel
Um operador de telefonia móvel ou fornecedor sem fios é uma companhia de telefone que proporciona serviços para os utilizadores de telefones móveis. O operador dá-lhe um cartão SIM para o cliente, que se insere no telefone móvel para aceder ao serviço.
Há três tipos de operador de telefonia móvel:
- Um Operador móvel com rede (OMR; ou MNO do inglês mobile network operator) que é proprietário dos ativos da rede e do espectro subjacente necessário para executar o serviço.
- Um Operador móvel virtual (OMV; ou MVNO do inglês mobile virtual network operator) que compra por atacado (ou por grosso) o serviço de um OMR e vende aos seus próprios clientes.
- Um Facilitador de rede móvel virtual (FRMV; ou MVNE do inglês mobile virtual network enabler) que atua de intermediário entre um OMR e um OMV.

Em maio de 2016 (e desde há vários anos), a maior operadora móvel individual do mundo por subscritores é a China Mobile, com mais de 835 milhões de subscritores de telefonia móvel. Mais de 50 operadores móveis têm mais de 10 milhões de subscritores cada um, e mais de 150 operadores móveis tiveram pelo menos um milhão de subscritores em finais de 2009. Em fevereiro de 2010, houve 4,6 milhões de subscritores de telefonia móvel, um número que se calcula crescente. Em finais de 2011, o total de subscrições de telefonia móvel sem fios alcançou quase os 6 mil milhões, o que corresponde a uma penetração global de 86%.

## História
Antes de 1973, a tecnologia de telefonia móvel celular limitava-se a telefones instalados nos carros e outros veículos. O primeiro sistema de telefonia móvel totalmente automatizado para veículos foi posto em marcha na Suécia em 1960, chamado MTA (sistema de telefonia móvel A). As chamadas a partir do carro eram de linha direta, enquanto que as chamadas recebidas requeriam um operador para determinar em que estação base estava atualmente o telefone. Em 1962, introduziu-se uma versão melhorada denominada Sistema Móvel B (SMB) ou em inglês Mobile System B (MSB). Em 1971 foi lançada a versão MTD, abrindo-se para várias marcas de equipamentos e à obtenção de sucesso comercial. A rede manteve-se aberta até 1983 e ainda tinha 600 clientes quando se encerrou.
Em 1958, iniciou-se o desenvolvimento de um serviço similar na URSS, o sistema Altay pelos automobilistas. Em 1963, iniciou-se o serviço em Moscovo e, em 1970, foi lançado em 30 cidades ao longo da URSS. As versões do sistema Altay ainda estão em uso hoje em dia como um sistema de canalização (trunking system) em algumas partes da Rússia.
Em 1959, uma companhia telefónica privada localizada em Brewster, Kansas, EUA, a companhia telefónica S&T, (ainda ativa hoje em dia) com o uso do equipamento telefónico de rádio Motorola e uma instalação de torre privada, ofereceu os serviços públicos de telefonia móvel nessa área local de NW Kansas.
Em 1966, a Bulgária apresentou o telefone móvel automático de bolso RAT-0,5 combinado com uma estação base RATZ-10 (RATC-10) na exposição internacional Interorgtechnika-66. Uma estação base, ligada a uma linha telefónica sem fio, podia atender até seis clientes.
Uma das primeiras redes de telefonia móvel públicas comerciais de sucesso com êxito foi a rede ARP na Finlândia, lançada em 1971.
Em 3 de abril de 1973, Martin Cooper, um investigador e executivo da Motorola, fez a primeira chamada de telefone móvel analógica mediante um modelo de protótipo pesado; Ele telefonou para o Dr. Joel S. Engel, dos Laboratórios Bell.
A primeira rede celular comercial automatizada (a geração 1G) foi lançada no Japão pela NTT em 1979. A rede do lançamento inicial cobria a área metropolitana completa de Tóquio de mais de 20 milhões de habitantes com uma rede celular de 23 estações base. Dentro de cinco anos, a rede da NTT ampliou-se para cobrir toda a população do Japão e converteu-se na primeira rede 1G a nível nacional. Vários outros países também puseram em marcha as redes 1G na década de 1980, incluindo o Reino Unido, o México e o Canadá.
Na década de 1990, surgiram sistemas de telefonia móvel de "segunda geração" (2G), principalmente mediante o padrão GSM. Em 1991, a primeira rede GSM (Radiolinja) pôs-se em marcha na Finlândia.
Hoje em dia, os fornecedores de serviços sem fio norte-americanos (ou estadunidenses) e canadianos (ou canadenses) tendem a subvencionar os telefones móveis para os consumidores, mas exigem contratos de 2 a 3 anos, enquanto que os asiáticos e os europeus vendem o telefone ao custo total, e as taxas mensais cobradas são mais baixas.